# Grenadai labdarúgó-szövetség
A grenadai labdarúgó-szövetség (angolul: Grenada Football Association) Grenada nemzeti labdarúgó-szövetsége. 1924-ben alapították. A szövetség szervezi a grenadai labdarúgó-bajnokságot, működteti a grenadai labdarúgó-válogatottat.